# Communications Biology
Communications Biology (скорочено Commun. Biol.) — рецензований міждисциплінарний науковий журнал із відкритим доступом, що висвітлює дослідження в галузі біології, наук про життя і усіх наук та технологій, що досліджують питання, проблеми та виклики сучасної біології.
Журнал видається Nature Portfolio (Springer Nature) з 2018 року у форматі онлайн-журналу.

## Цілі та сфера застосування
Communications Biology — це журнал із відкритим доступом від Nature Portfolio, який публікує високоякісні дослідження, огляди та коментарі в усіх галузях біологічних наук. Дослідницькі статті, опубліковані в журналі, являють собою значні досягнення, які привносять нове біологічне розуміння в спеціалізовану область досліджень. Журнал також прагне створити форум спільноти для питань, важливих для всіх біологів, незалежно від субдисципліни.
Сфера діяльності журналу включає всі основні біологічні та медичні науки. Основні дослідження, опубліковані в Communications Biology, включають нові експериментальні результати, аналіз вторинних даних та інноваційні експериментальні та обчислювальні методи. Communications Biology також розглядає матеріали з суміжних галузей досліджень, де головний прогрес дослідження становить інтерес для біологів, наприклад, хімічна біологія, біофізика та біомедична інженерія.
Журнал входить до сімейств журналів Communications бренда Nature, з першим і одним з найцитованіших в світі — Nature Communications, разом з Communications Chemistry, Communications Medicine, Communications Psychology, Communications Materials, Communications Engineering, Communication Physics та Communications Earth & Environment.
Процесами подання та рецензування керують внутрішні професійні редактори за підтримки членів редакційної колегії, які надають технічний досвід у сферах наук про життя. Журнал прагне швидкого поширення важливих результатів досліджень. Статті публікуються на постійній основі з мінімальним часом від прийняття до публікації.

### Критерії публікації
Для публікації в Communications Biology стаття має відповідати кільком загальним критеріям:
- Результати є новими (новизна не скомпрометована ні анотаціями, ні препринтами в Інтернеті)
- Документ надає вагомі докази своїх висновків
- Дані технічно обґрунтовані
- Рукопис важливий для вчених у певній галузі біології

Загалом, щоб бути прийнятною, стаття має представляти прогрес у розумінні, який може вплинути на мислення в цій галузі.

## Редакційна колегія
Станом на  2022 головний редактор журналу Крістіна Карлсон Розенталь.

## Реферування та індексування
Журнал реферується та індексується:
- Biological Abstracts
- BIOSIS Previews
- CAB abstracts
- Current Contents/Life Sciences
- Index Medicus/MEDLINE/PubMed
- Science Citation Index Expanded
- Scopus
- The Zoological Record

Згідно з Journal Citation Reports, імпакт-фактор журналу на 2021 рік становить 6,548, що ставить його на 15 місце серед 94 журналів у категорії «Біологія».